# Örtjärnen (Hagfors socken, Värmland)
Örtjärnen är en sjö i Hagfors kommun i Värmland och ingår i Göta älvs huvudavrinningsområde.